# Радошин (заказник)
Ра́дошин — орнітологічний заказник місцевого значення в Україні. Об'єкт розташований на території Ковельського району Волинської області, на північ і захід від села Радошин.
Площа 1600 га. Статус присвоєно згідно з розпорядженням Волинської обласної ради від 03.03.1993 року № 18-р. Перебуває у віданні Ковельського СЛАТ «Тур», Стеблівське л-во кв. 51, вид. 1-34, кв. 52, вид. 18-20, 22-38, 41, кв. 53, вид. 1-13, 16-46, кв. 54, вид. 1-32, 34-39, кв. 55, вид. 1-28, кв. 56, вид. 1-25, 29, кв. 57, вид. 1-40, кв. 58, вид. 1-11, 13-22, кв. 59, вид. 1-23, кв. 61, вид. 1, 3, 5-21, кв. 62, вид. 1-12, 17, 21, кв. 63, вид. 1-11, 14-25, 28, кв. 64, вид. 1-24, 30, кв. 65, вид. 1, 3, 4, 6-21, кв. 66, вид. 1, 3-17, 19.
Статус присвоєно для збереження частини лісового масиву, що включає вільхово-осикові насадження природного походження IV бонітету віком до 60 років. Є невеликі природні водойми й заболочені ділянки серед лісу. У підліску зростають ліщина звичайна, крушина ламка.
Місце мешкання і розмноження численних видів птахів: берестянка звичайна, вівчарик весняний, вивільга звичайна, жовна чорна, дрозди співочий і чорний, чикотень, зеленяк, зяблик, мухоловка строката, повзик звичайний, синиці велика, блакитна і чубата, сойка, тинівка лісова. Трапляються рідкісні види, занесені до Червоної книги України та додатків міжнародних конвенцій: дятел зелений, лунь польовий, підорлик малий, сиворакша, шуліка чорний.

## Галерея

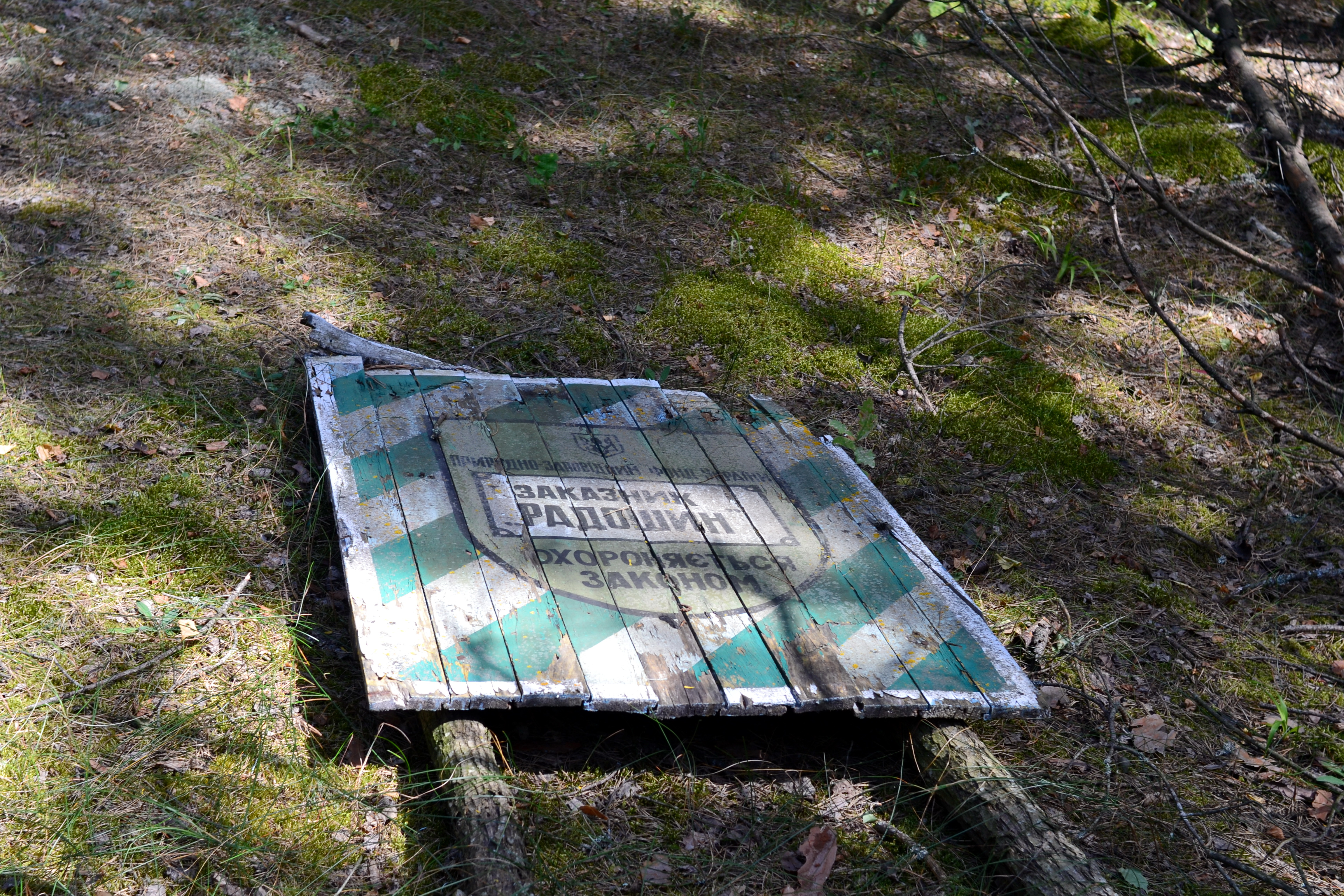
Пошкоджена охоронна дошка
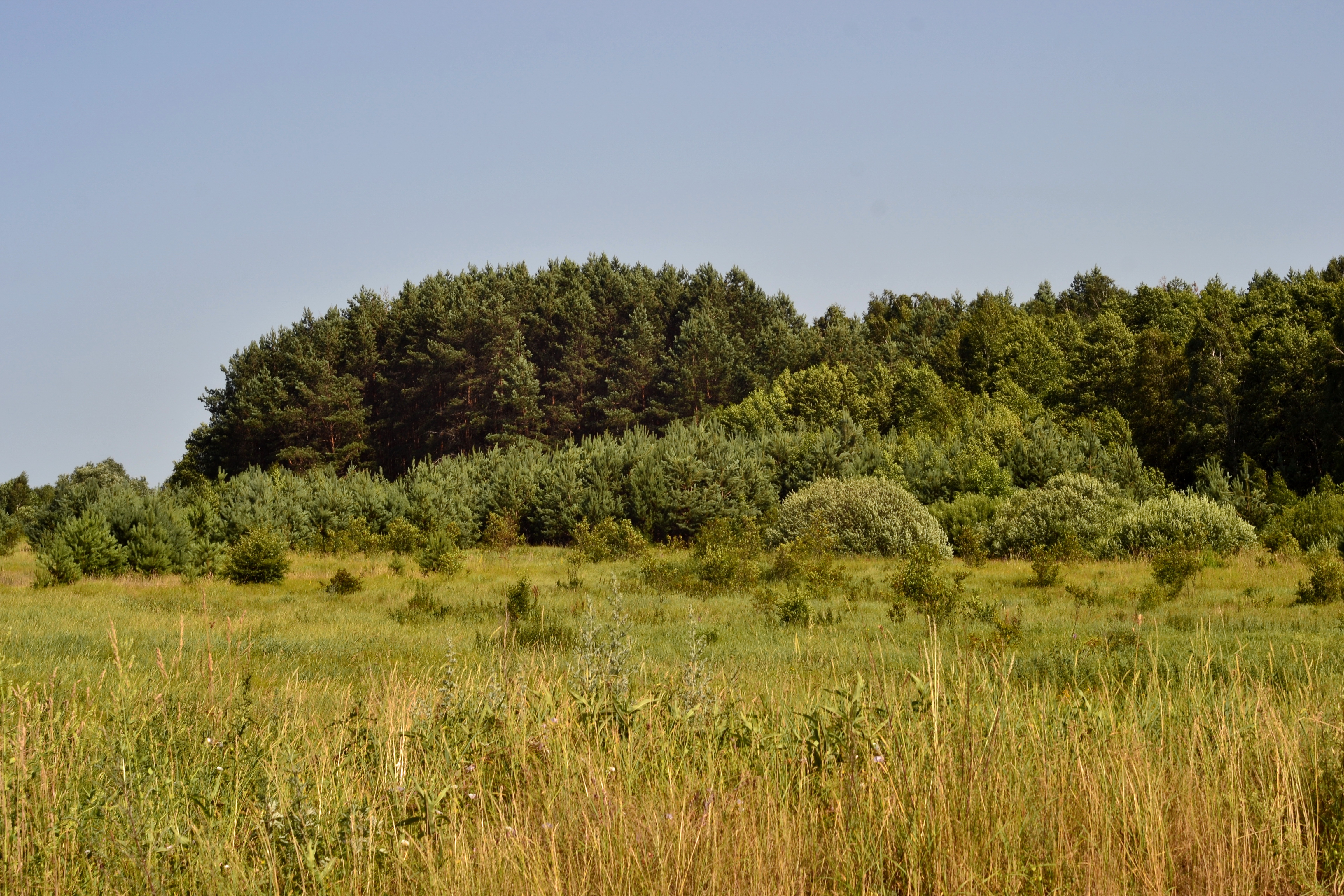
Ліс у північній частині
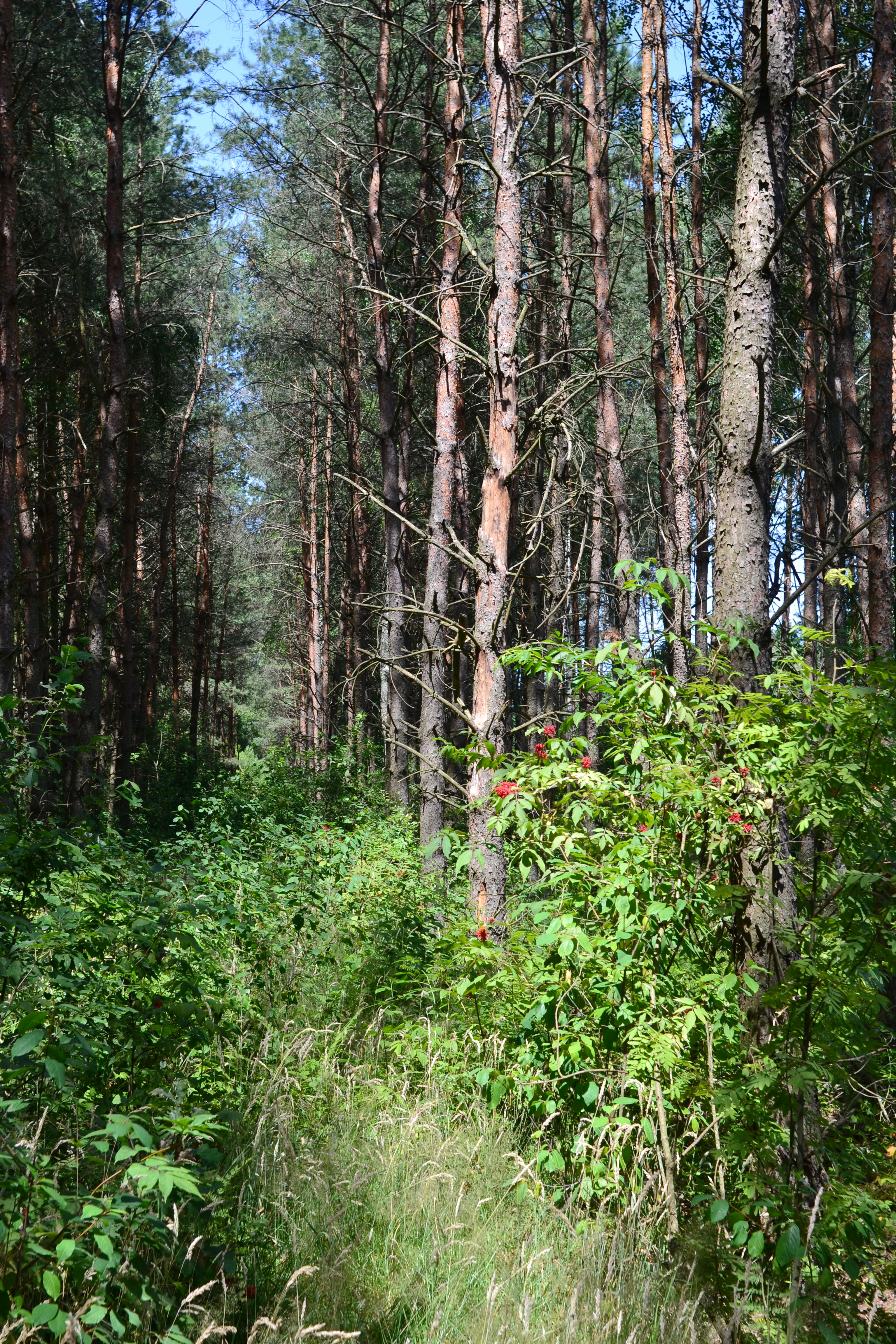
Ліс у південній частині
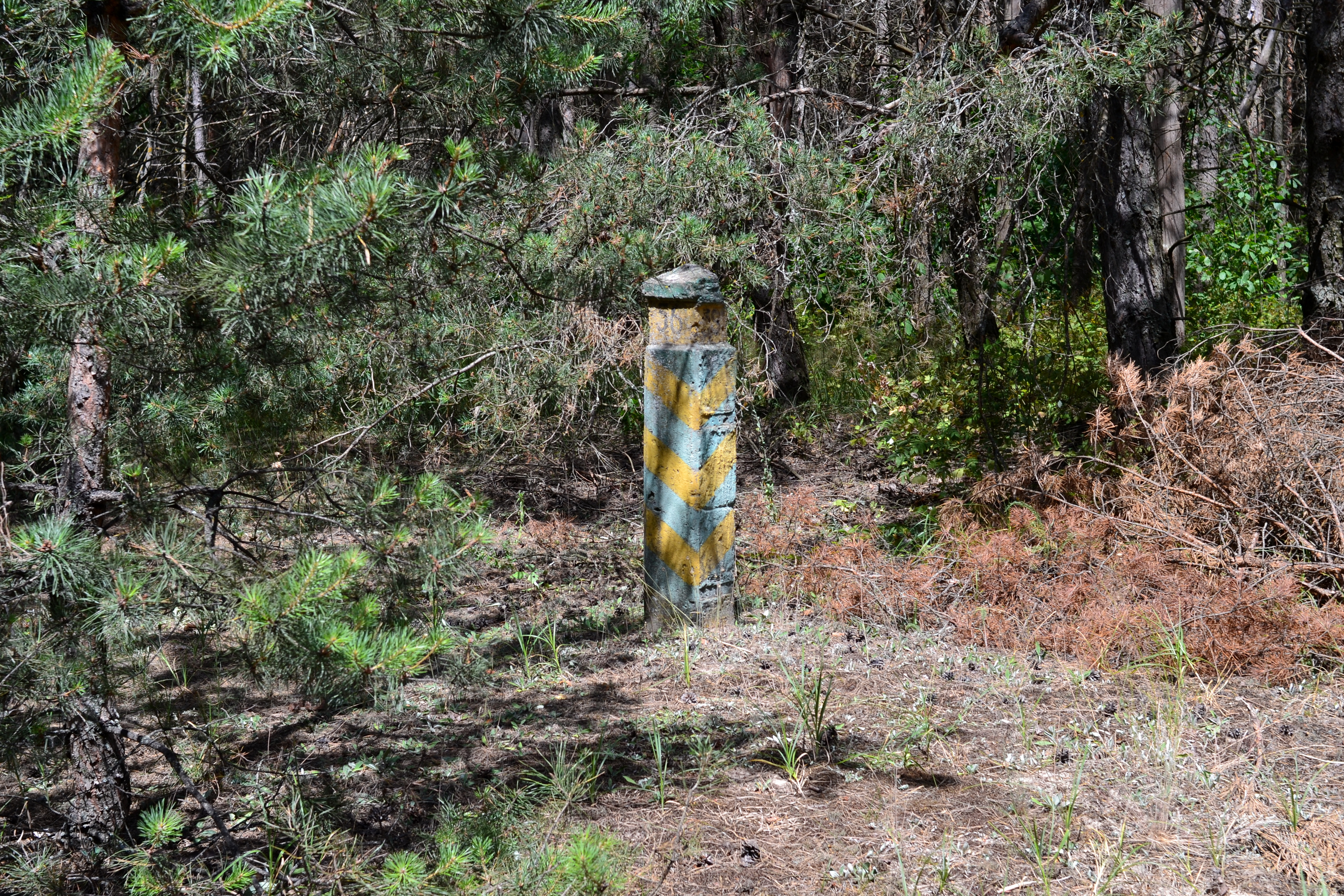
Квартальний знак № 56-58
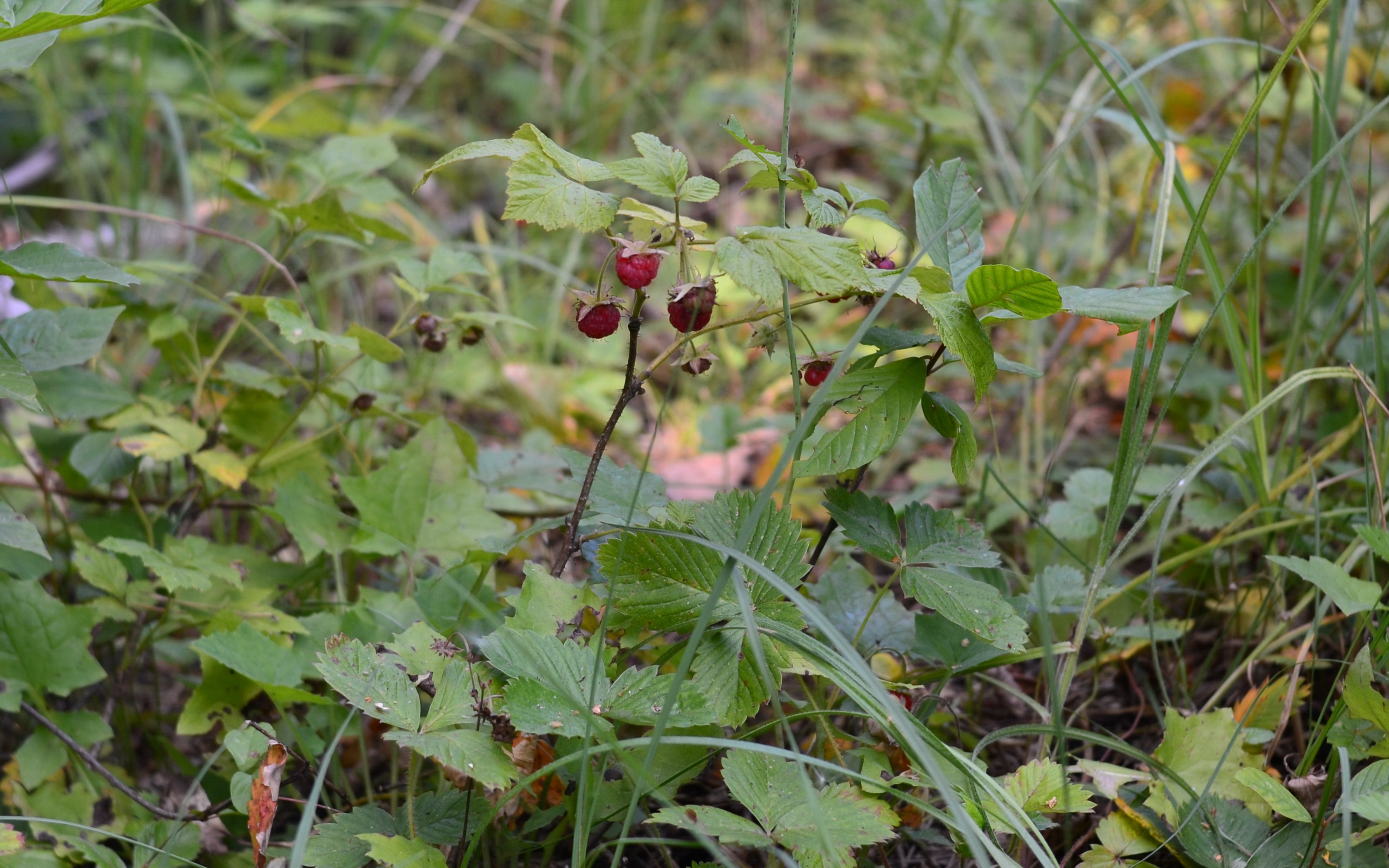
Малина звичайна
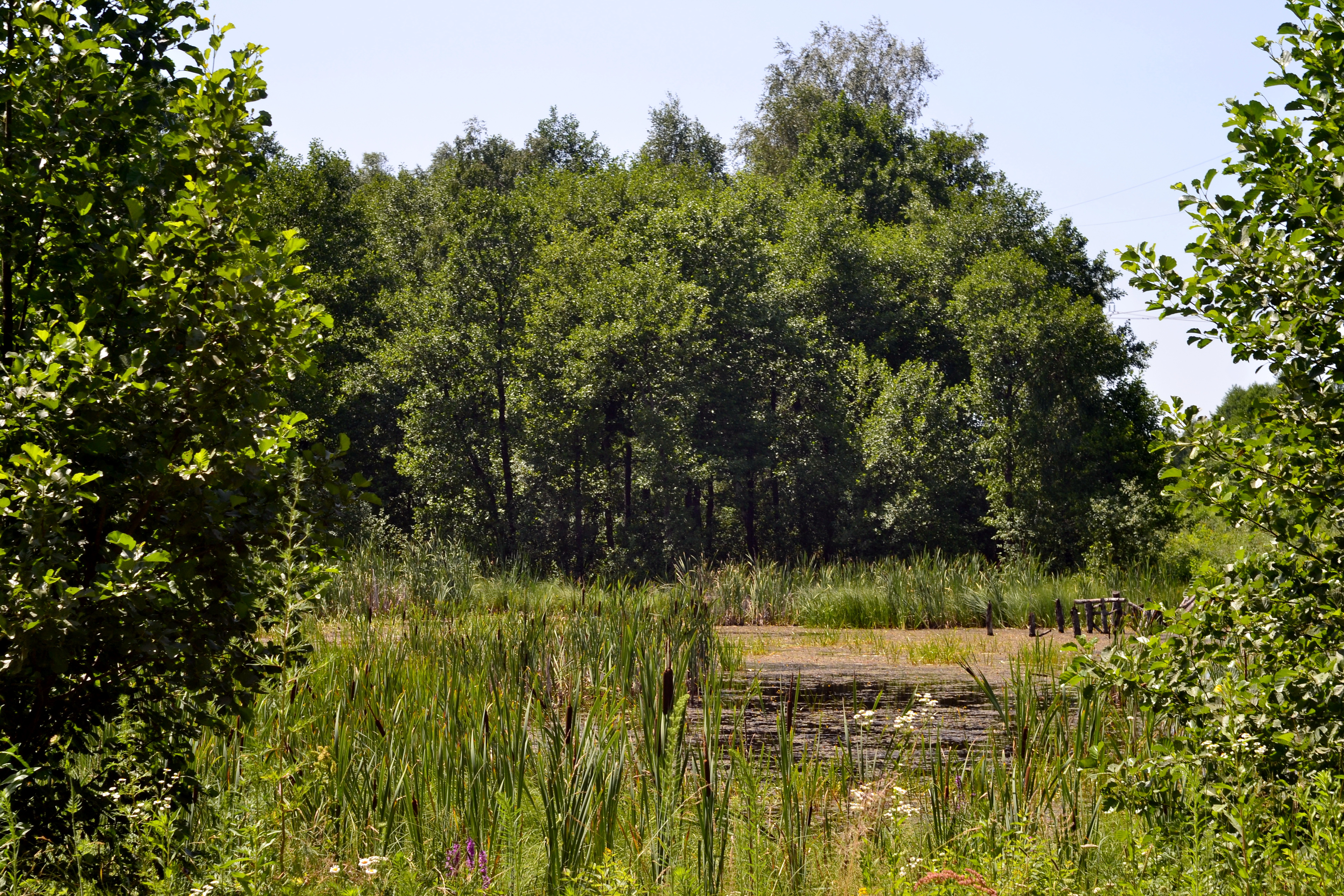
Мале озеро в центральній частині